# Salting-out-assisted liquid-liquid extraction
Salting-out-assisted (of salt-assisted) liquid-liquid extraction (SALLE) is een monstervoorbewerkingsmethode voor (kwalitatieve) analyse en een vorm van vloeistof-vloeistofextractie, waarbij gebruikgemaakt wordt van een tweefasensysteem van twee mengbare vloeistoffen, welke door uitzouten tot een tweefasensysteem worden gescheiden.
Er wordt een grote hoeveelheid zout aan het mengsel toegevoegd. Het toegevoegde zout bindt water aan zich, waardoor het apolaire oplosmiddel als het ware uit het water gedrukt wordt. Gewenste stoffen, die vooral goed oplossen in een van de lagen, kunnen hierbij grotendeels gescheiden worden van ongewenste stoffen, die vooral goed oplossen in de andere laag. Hierbij zal de gewenste stof, zoals een geneesmiddel  in het bloedplasma overgebracht worden naar de organische laag, terwijl ongewenste stoffen, zoals eiwitten, naar de zoute waterlaag gaan.
De uitzoutingscoëfficiënt van SALLE kan berekend worden met de formule:
{\displaystyle k_{s}={\frac {1}{m}}\cdot (log{\frac {S_{w}}{S_{o}}})}
waarin
ks: de uitzoutingscoëfficiënt (constante van Setsjenov)
m: molaliteit
Sw en So: de oplosbaarheid van het zout in respectievelijk water en organisch oplosmiddel